# Presidente (gioco)
Presidente è un gioco di carte il cui scopo è scartare tutte le carte possedute dal giocatore prima che lo facciano gli altri in modo da diventare Presidente nel turno successivo. Il gioco è conosciuto con molti altri nomi come Il miserabile (in italiano) o Asshole, President, King, Masters & Slaves (in inglese) e sono state pubblicate diverse varianti commerciali con mazzi non standard, tra cui The Great Dalmuti.

## Regole del gioco
Il numero ideale di giocatori è cinque. È tuttavia possibile giocare anche fino a sette giocatori.
Si gioca normalmente con un mazzo di carte da poker con o senza il jolly, secondo la variante giocata. È anche possibile giocare con più di un mazzo di carte quando si è in molti giocatori.
Una partita viene giocata in più turni, l'ordine di gioco in ogni turno viene determinato dall'ordine con il quale si è concluso il turno precedente, il primo giocatore a scartare tutte le carte diventa il "presidente", il secondo giocatore il "vicepresidente", il penultimo il "vice miserabile", l'ultimo il "miserabile" (secondo la variante i giocatori possono avere altri nomi, come "re", "pezzente", ecc...).
Nel primo turno viene scelto il presidente, il giocatore alla sua sinistra sarà il vicepresidente, quello alla sua destra il miserabile. In ogni turno il miserabile fa il mazzo e distribuisce le carte agli altri giocatori.
Inizia il turno il presidente calando una o più carte che devono essere dello stesso valore, il giocatore successivo in senso orario deve rispondere con una o più carte di valore pari o superiore (ma sempre dello stesso valore) oppure passare la mano e così via fino a quando tutti i giocatori passano. Il valore più basso è il 2, quindi in ordine 4, 5 .... fante, donna, re, asso e 6. L'ultimo giocatore ad aver risposto inizia la nuova mano calando una nuova serie
di carte.
Il turno termina quando tutte le carte sono state scartate, l'ordine con il quale i giocatori hanno scartato tutte le carte determina chi diventa presidente, vicepresidente, ecc... nel nuovo turno. I giocatori si cambiano di posto in modo da distribuirsi secondo la nuova posizione gerarchica, con il presidente che ha il privilegio di scegliere dove sedersi.
È possibile giocare quanti turni si desidera, oppure fissare un punteggio da raggiungere, diventando presidente si ricevono due punti, diventando vicepresidente un punto. Il gioco termina quando un giocatore raggiunge il punteggio prefissato.

### Varianti
Esistono molte varianti al gioco, per esempio (ma non solo):
- Mentre nel gioco base il seme delle carte è irrilevante è possibile che venga usato una gerarchia come picche, cuori, fiori quadri. In questo caso è possibile rispondere con delle carte dello stesso valore del giocatore precedente, ma che comprendano una carta di seme superiore.
- Se viene giocata una carta pareggiando il valore dell'ultima carta presente nel tavolo, il giocatore successivo salta il proprio turno. Nel caso di coppie saltano i due 2 giocatori successivi.
- È possibile giocare con il jolly che può essere usato da solo (e secondo la variante avere il valore inferiore o superiore a tutte le altre carte) o usato come matta da aggiungere a un'altra combinazione di carte.
- A inizio mano il miserabile deve dare le sue due carte più alte al presidente, che gli darà due carte di sua scelta. Lo stesso fanno il vicepresidente e il vicemiserabile che si scambiano però solo una carta.
- Il miserabile è l'unico che può toccare le carte giocate, se un altro giocatore tocca una carta giocata diventerà il miserabile nel turno successivo indifferentemente dall'ordine di chiusura.
- Rivoluzione: se vengono giocate contemporaneamente quattro carte dello stesso valore, oppure quattro giocatori in sequenza giocano una carta singola dello stesso valore può essere dichiarata una rivoluzione: l'ordine di gioco si inverte (da orario a antiorario o viceversa) e il rango delle carte si inverte e diventa 3, 4, 5, 6, 7, J, Q, K, A, 2
- Il giocatore deve rispondere con una o più carte di valore solo superiore.

## Nei media
Il gioco compare nei film:
- American Pie 2 in cui i protagonisti lo giocano a una festa, compresa una scena tagliata in cui discutono sulle regole.
- Jackass: The Movie
- Beerfest, in cui i protagonisti lo giocano in un bar.

Il gioco compare negli anime:
- Food Wars! - Shokugeki no Soma
- Jigoku Sensei Nube: The Movie 01
- Dorei-ku: Boku to 23-nin no Dorei - Ep. 9 "Intersection"
- Fruits Basket (2019)

Il gioco compare in una variante nel videogioco della serie Atlus Persona 5 Royal con il nome di Magnate e nel videogioco 51 Worldwide Games.